# Бармашова Фекла Михеївна
Фе́кла Михе́ївна Бармашо́ва (1855— †1 травня 1922) — активна громадська діячка села Засілля Херсонського повіту Миколаївської губернії.
До Жовтневого превороту була в наймах у куркулів. Після перевороту Бармашова ліквідує свою неписьменність, вступає до Комуністичної партії, бере активну участь в роботі сільради, кооперації, комнезаму, провадить велику роботу серед жінок. За її ініціативою в Засіллі був створений дитячий будинок для сиріт, весною 1922 організована комуна з селян-бідняків.
Бармашова обиралась делегатом Всеукраїнського з'їзду комнезамів, Всеукраїнського з'їзду робітниць і селянок. Куркулі і церковники ненавиділи більшовичку і 1 травня 1922 по-звірячому вбили її. Радянський суд засудив злочинців до розстрілу. За рішенням ВУЦВК у Засілля перейменовано в Бармашове, а Засільську волость — в Бармашівську.
Існує, однак, й інша версія тих подій, викладена в коментарях блога Івана Бармашова: А ось що мені розповіла моя покійна бабуся, мешканка Засілля: Бармашову Феклу Михайлівну в Засіллі називали Бармашихою, була вона місцевою бомжихою-п'яницею. Після революції вона з шайкою собі подібних від імені нової влади займалась збиранням продовольства та цінностей то для сиріт, то для голодаючих Поволжя. Все, що було зібрано у мешканців села, успішно пропивалося. Напередодні 1-го травня після чергового п'яного дебоша вона з іншими учасниками пиятики вирушила по селу знову і вже з погрозами почала вимагати «продовження бенкету». Відкоша їй дали не «куркулі та церковники», а сільські жінки, що підняли весь «партактив» на вила. Моя бабуся бачила це на власні очі. Чоловіки бачили це, не втручались, але й не пробували зупинити.